# Musikjahr 1507
Liste der Musikjahre

◄◄ | ◄ | 1503 | 1504 | 1505 | 1506 | Musikjahr 1507 | 1508 | 1509 | 1510 | 1511 | ► | ►►

Weitere Ereignisse
Dieser Artikel behandelt das Musikjahr 1507.

## Ereignisse
- Antoine Brumel ist Kapellmeister an der Hofkapelle der Familie d’Este in Ferrara. Der Vertrag auf Lebenszeit beinhaltet eine Pfründe von jährlich 100 Dukaten, ein Jahresgehalt in der gleichen Höhe, die Nutzung eines Hauses in Ferrara und Geld für die Anreise.
- Hans Buchner, Domorganist am Münster zu Unserer Lieben Frau in Konstanz, ist auch als Orgelexperte gefragt. So wird er 1507 nach Zürich zu einer Orgelprobe eingeladen.
- Marco Cara steht seit 1495 und bis 1525 als Lautenvirtuose im Dienst der Familie Gonzaga in Mantua, die zu seiner Zeit Künstler aller Richtungen fördert.
- Nicolas Champion ist nach dem Tod von Herzog Philipp dem Schönen und der Auflösung seiner Grande Chapelle in den Dienst der Nachfolgekapelle von dessen Witwe, Johanna von Kastilien getreten. Johanna, mit dem Beinamen „die Wahnsinnige“, kommt offenbar auch nach längerer Zeit nicht über den Tod ihres Mannes Philipp hinweg, veranstaltet zwei Jahre lang jede Nacht einen Trauerzug um das Schloss, bei welchem der Sarg mit der Leiche Philipps mitgeführt wird und bei dem auch der Kapellchor jede Nacht Requiems zu singen hat; einer dieser Sänger ist Nicolas Champion.
- Loyset Compère komponiert – im Konflikt zwischen König Ludwig XII. (Regierungszeit 1498–1515) und Papst Julius II. (Regierungszeit 1503–1515) wegen eines Aufstands in Genua gegen den Papst – wahrscheinlich 1507 die Motette „Sola caret monstris“ mit polemischem Inhalt zugunsten des französischen Königs.
- Josquin Desprez ist seit 1504 Probst an seiner früheren Wirkungsstätte Condé-sur-l’Escaut. Er wird als monsieur le prevost messire Josse des pres bezeichnet. Die Stellung ist für den ehemaligen Kapellmeister nicht nur wegen seines dortigen Haus- und Grundbesitzes attraktiv, sondern noch mehr wegen der guten Personalausstattung der Kirche und der Qualität der dortigen Musikausübung, die nur noch von der Kathedrale in Cambrai und von Saint-Vincent in Soignies übertroffen wird. Der Propst hat hier (nach einer Aufstellung aus dem Jahr 1523) die weltliche Macht im Kirchensprengel inne und ist der Vorgesetzte des Dekans, des Schatzmeisters, von 25 Kanonikern, 18 Kaplänen, 16 Vikaren und sechs Chorknaben, dazu einigen Priestern ohne Pfründe; in den aufwändig gestalteten Gottesdiensten wirkt in der Regel ein Chor aus den Vikaren und Chorknaben mit, so dass bis zu 22 musikgeübte Stimmen zur Verfügung stehen und bis zu sechsstimmige Werke aufgeführt werden können.
- Antonius Divitis ist – wie Nicolas Champion – nach dem Tod von Herzog Philipp dem Schönen und der Auflösung seiner Grande Chapelle in den Dienst der Nachfolgekapelle von dessen Witwe, Johanna von Kastilien getreten. Er wird diese Aufgabe noch bis ins Jahr 1508 wahrnehmen.
- Pedro de Escobar wird in das Domkapitel zu Sevilla zurückbeordert und übernimmt dort die Stelle des Magister Puerorum an der Kathedrale bis zu seiner Amtsniederlegung 1514.
- Sebastian von Felsztyn studiert von 1507 bis 1509 in Krakau.
- Antoine de Févin, dessen Vater Pierre de Févin 1506 gestorben ist, lebt vermutlich in Paris und hat eine Anstellung am französischen Königshof oder ist zumindest mit dieser Institution assoziiert. Hierfür gibt es allerdings nur einen Beleg, einen Brief aus Asti in Oberitalien, wo König Ludwig XII. am 18. April 1507 nach Frankreich schreibt, man möge ihm die Porträts eines Pariser Malers und eine der ausgezeichneten Chansons von Févin zuschicken, sobald diese fertiggestellt sind, um sie den Damen in Italien vorzuführen.
- Johannes Ghiselin, der 1505 den Hof der Familie d’Este in Ferrara nach dem Ausbruch der Pest verlassen hat, ist Mitglied der Bruderschaft Onze Lieve Vrouwe (Unserer Lieben Frau) in Bergen op Zoom in Flandern. Dies zeigt eine Gehaltsliste der Bruderschaft, wobei die Höhe des ausgezahlten Betrages auf eine Mitgliedschaft seit mindestens einem Jahr hindeutet. Die Gehaltslisten der Bruderschaft für die Jahre 1508 bis 1510 sind verlorengegangen, und auf der Liste von 1511 erscheint sein Name nicht mehr. Weil auch seit 1505 keine weiteren Werke von ihm erschienen sind, kann daraus geschlossen werden, dass Ghiselin zwischen 1507 und 1511 verstorben ist.

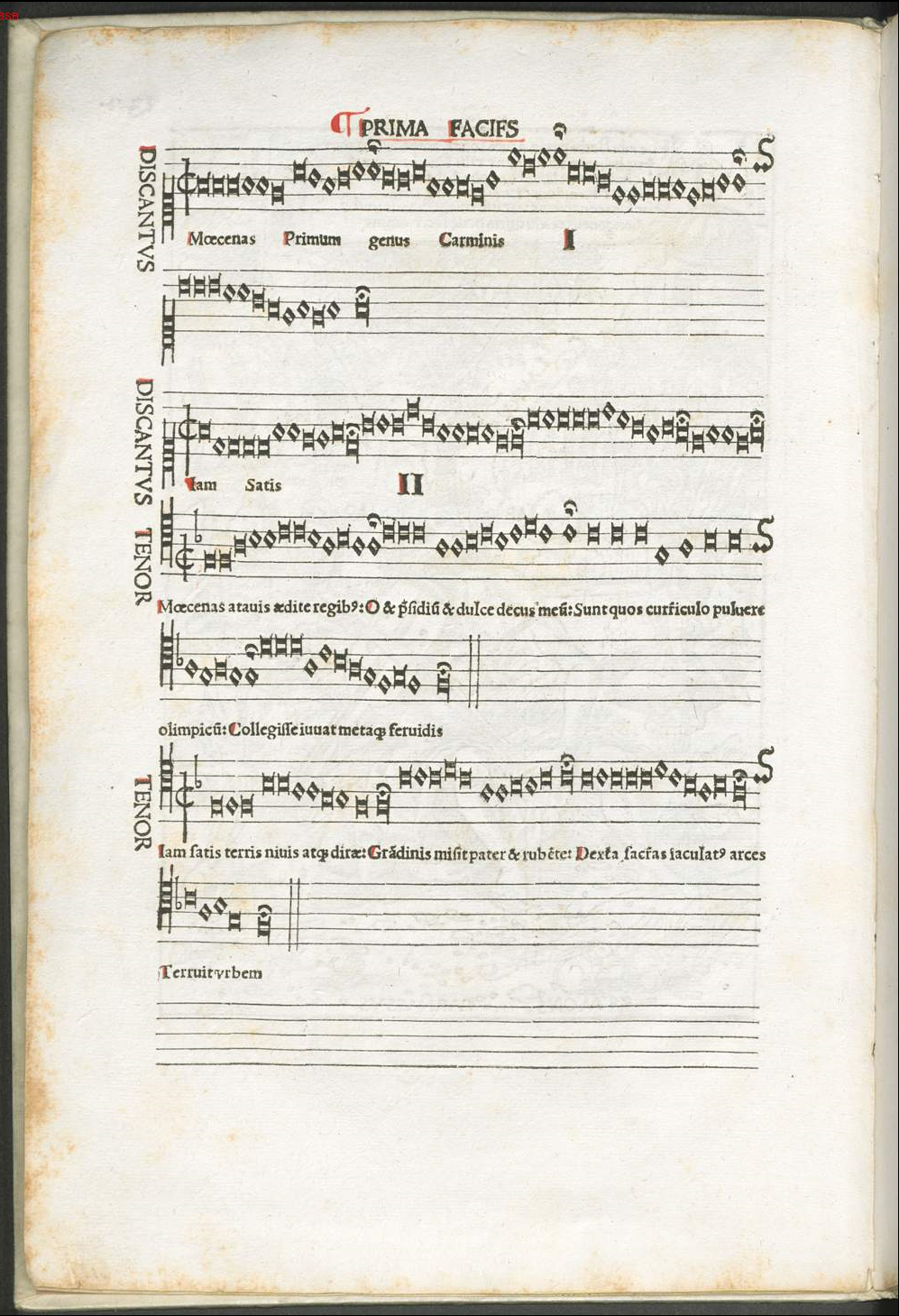
Petrus Tritonius – Melopoiae

- Nicolas Gombert ist möglicherweise bereits ein Schüler von Josquin Desprez, der seit dem Jahr 1504 im etwa 40 km entfernt gelegenen Condé-sur-l’Escaut als Propst tätig ist.
- Paul Hofhaimer, der vor 1504 nach Passau übersiedelt ist, lässt sich in Augsburg, der „heimlichen Hauptstadt“ von König Maximilian I. nieder, wo er unter dessen Gunst freischaffend tätig ist.
- Heinrich Isaac hält sich von 1507 bis 1508 in Konstanz auf und komponiert für die Domkantorei einen Offiziumszyklus. Einer der Höhepunkte seiner Karriere ist der vom April bis Juli 1507 abgehaltene Reichstag in Konstanz. Hierfür komponiert er die Motetten „Sancti Spiritus assit“, „Imperii proceres“ und besonders die eindrucksvolle sechsstimmige Motette „Virgo prudentissima“, welche vermutlich während des Reichstags in Konstanz uraufgeführt wird.
- Anton Musa studiert in Erfurt, wo er im Jahre 1507 das Baccalaureat erwirbt. An der Universität zu Erfurt findet er Anschluss an humanistische Kreise um Mutianus Rufus, Eobanus Hessus, Johann Lange und Justus Jonas dem Älteren.
- Marbrianus de Orto ist – wie Nicolas Champion und Antonius Divitis – nach dem Tod von Herzog Philipp dem Schönen und der Auflösung seiner Grande Chapelle in den Dienst der Nachfolgekapelle von dessen Witwe, Johanna von Kastilien getreten. Hier ist er als Kapellmeister bis ins Jahr 1508 tätig.
  - Johannes Prioris, der möglicherweise bereits seit Ende der 1480er Jahre Mitglied der französischen Hofkapelle war, ist nachweislich von 1503 bis 1512 Kapellmeister (maître de chapelle) der Hofkapelle. Der königliche Hofchronist Jehan d’Authon (um 1466–1527) berichtet von dem maître de chapelle Prioris, der sich mit König Ludwig XII. bei der Belagerung von Genua im Jahr 1507 dort aufhält.
- Adam Rener übernimmt nach dem Tod von Adam Singer (Adam von Fulda) ab dem Jahr 1507 die Leitung der Hofkapelle am kursächsischen Hof von Friedrich dem Weisen in Torgau, welche sich in den folgenden Jahren unter ihm zu einem bedeutenden Zentrum der Kirchenmusik entwickelt. Die Belege über seine Tätigkeit in Torgau enden im Jahr 1517.
- Jean Richafort wird im Jahr 1507 zum maître du chant (Chorleiter) an der Kirche St. Romboud in Mecheln ernannt. In den Archiven des Kapitels dieser Kirche findet sich auch der Vermerk, dass während seiner Amtszeit als Magister zwei Brüder von ihm, Guillaume und François Richafort, in den Chor aufgenommen werden.
- Pierre de la Rue ist – wie Nicolas Champion, Antonius Divitis und Marbrianus de Orto – nach dem Tod von Herzog Philipp dem Schönen und der Auflösung seiner Grande Chapelle in den Dienst der Nachfolgekapelle von dessen Witwe, Johanna von Kastilien getreten. Pierre rückt nach der Abreise des früheren Kapellmeisters Marbriano de Orto in dessen Stellung auf und erhält ein doppelt so hohes Gehalt wie die übrigen Mitglieder der Hofkapelle. Er nimmt diese Aufgabe noch bis ins Jahr 1508 wahr.
- Francesco Spinacino veröffentlicht seine Werke für Laute in den beiden Lautenbüchern Intabulatura de Lauto, die von Ottaviano dei Petrucci in Venedig herausgegeben werden. Es handelt sich um die ersten gedruckten Bücher für die Laute überhaupt. Sie enthalten 27 Ricercari, 2 Bassedanze und 52 Lautenbearbeitungen. In einer Bearbeitung für zwei Lauten von Johannes Ghiselins Joli Amours wird zum ersten Mal der Ausdruck „Recercare“ verwendet. Beide Bücher enthalten eine kurze Einführung in die Tabulatur-Notation.
- Petrus Tritonius vertont – auf Anregung des Humanisten Conrad Celtis – eine Auswahl von Horazoden vierstimmig homorhythmisch im „Note gegen Note“-Prinzip (Discantus), wobei er sich bei den musikalischen Versmaßen streng an die klassischen Metren von Horaz hält. Das 1507 bei Erhard Oeglin in Augsburg herausgegebene Werk mit dem Titel Melopoiae sive harmoniae tetracenticae super XXII genera carminum Heroicorum Elegiacorum Lyricorum et ecclesiasticorum hymnorum enthält 22 lateinische Versmaße, 19 davon mit Texten von Horaz, je eines zu Catull, Martial und Ovid. Celtis lässt seine Studenten die so von Tritonius vertonten Horazoden zu Vorlesungsende singen, um ihnen die Längen der Metren und die akzentuale Betonung zu vermitteln. Die Erstausgabe des Werkes gilt als erster bekannter deutschsprachiger Musiknotendruck mit beweglichen Typen (Typendoppeldruck in Mensuralnotation). Die „Melopoiae“ galten als vorbildlich und beeinflussten deutsche Komponisten des 16. Jahrhunderts wie Paul Hofhaimer oder Ludwig Senfl.
- Bartolomeo Tromboncino ist nach Aufenthalten in Vicenza und in Casale von 1501 bis 1512 in Mantua tätig.
- Sebastian Virdung, der von 1500 bis 1507 die Kaplanei der Burg Stahleck bei Bacharach innehatte, ist – nach kurzer Amtszeit im Dienst der Württemberger – von 1507 bis 1509 Altist und Praeceptor am Münster zu Konstanz.

## Instrumentalmusik

### Für Laute
- Francesco Spinacino – Intabulatura de lauto, Libro 1, Venedig:cOttaviano dei Petrucci: Noten und Audiodateien im International Music Score Library Project (erste bekannte Publikation über Lautenmusik)
  - Josquin Desprez: Ave Maria de Josquin: Noten und Audiodateien im International Music Score Library Project
  - Heinrich Isaac: Benedictus de Isach: Noten und Audiodateien im International Music Score Library Project
  - Firminus Caron: Le desproveu infortune: Noten und Audiodateien im International Music Score Library Project
  - Alexander Agricola: Come feme: Noten und Audiodateien im International Music Score Library Project
  - Josquin Desprez: Fortuna d'un gran tempo: Noten und Audiodateien im International Music Score Library Project
  - Antoine Brumel: Una maistres: Noten und Audiodateien im International Music Score Library Project
  - Johannes Ghiselin: Vostre a Jamays: Noten und Audiodateien im International Music Score Library Project
  - Johannes Ghiselin: Juli amours (für zwei Lauten): Noten und Audiodateien im International Music Score Library Project
  - Hayne van Ghizeghem: De tous biens (für zwei Lauten): Noten und Audiodateien im International Music Score Library Project
  - Josquin Desprez: La Bernardina de Josquin (für zwei Lauten): Noten und Audiodateien im International Music Score Library Project
  - Unbekannter Komponist: Je ne fay (für zwei Lauten): Noten und Audiodateien im International Music Score Library Project
  - Johannes Ghiselin: Jay pris amours (für zwei Lauten): Noten und Audiodateien im International Music Score Library Project
  - Heinrich Isaac: La mora: Noten und Audiodateien im International Music Score Library Project
  - Unbekannter Komponist: O venus bant: Noten und Audiodateien im International Music Score Library Project
  - Josquin Desprez: La Bernardina de Josquin (für eine Laute): Noten und Audiodateien im International Music Score Library Project
  - Unbekannter Komponist: Bassadans: Noten und Audiodateien im International Music Score Library Project
  - Johannes Ockeghem: Mabucherit: Noten und Audiodateien im International Music Score Library Project
  - Josquin Desprez: Adiu mes amours: Noten und Audiodateien im International Music Score Library Project
  - Urrede: Nunqam fuit pena maior: Noten und Audiodateien im International Music Score Library Project
  - Hayne van Ghizeghem: Non sovenir: Noten und Audiodateien im International Music Score Library Project
  - Vincenet: Fortuna per te crudele: Noten und Audiodateien im International Music Score Library Project
  - Unbekannter Komponist: Recercare de touts bien No.1: Noten und Audiodateien im International Music Score Library Project
  - Unbekannter Komponist: Recercare a Juli amours: Noten und Audiodateien im International Music Score Library Project
  - Unbekannter Komponist: Recercare 3: Noten und Audiodateien im International Music Score Library Project
  - Unbekannter Komponist: Recercare 4: Noten und Audiodateien im International Music Score Library Project
  - Unbekannter Komponist: Recercare de tutti li toni No.5: Noten und Audiodateien im International Music Score Library Project
  - Unbekannter Komponist: Recercare 6: Noten und Audiodateien im International Music Score Library Project
  - Unbekannter Komponist: Recercare 7: Noten und Audiodateien im International Music Score Library Project
  - Unbekannter Komponist: Recercare 8: Noten und Audiodateien im International Music Score Library Project
  - Unbekannter Komponist: Recercare 9: Noten und Audiodateien im International Music Score Library Project
  - Unbekannter Komponist: Recercare 10: Noten und Audiodateien im International Music Score Library Project
  - Unbekannter Komponist: Recercare 11: Noten und Audiodateien im International Music Score Library Project
  - Unbekannter Komponist: Recercare 12: Noten und Audiodateien im International Music Score Library Project
  - Unbekannter Komponist: Recercare 13: Noten und Audiodateien im International Music Score Library Project
  - Unbekannter Komponist: Recercare 14: Noten und Audiodateien im International Music Score Library Project
  - Unbekannter Komponist: Recercare 15: Noten und Audiodateien im International Music Score Library Project
  - Unbekannter Komponist: Recercare 16: Noten und Audiodateien im International Music Score Library Project
  - Unbekannter Komponist: Recercare

## Vokalmusik

### Geistlich
- Adam de Antiquis – Senza Te sacra Regina: Noten und Audiodateien im International Music Score Library Project
- Heinrich Isaac
  - Motette Sancti Spiritus assit nobis gratia (2. Teil: Imperii proceres) zu vier Stimmen (für den Reichstag zu Konstanz 1507)
  - Motette Virgo prudentissima zu sechs Stimmen (für den Reichstag zu Konstanz 1507, Text von Georg von Slatkonia)
- Bartolomeo Tromboncino – Por chio vado: Noten und Audiodateien im International Music Score Library Project
- Gaspar van Weerbeke
  - 5 Missae: Noten und Audiodateien im International Music Score Library Project
  - Missa Ave regina celorum zu vier Stimmen
  - Missa O venus banth zu vier Stimmen
  - Missa E trop penser zu vier Stimmen
  - Missa Octavi toni zu vier Stimmen
  - Missa Se mieulx ne vient

### Weltlich
- Antonio Caprioli – Quella bella e biancha mano: Noten und Audiodateien im International Music Score Library Project
- Loyset Compère – Motette Sola caret monstris / Fera pessima zu fünf Stimmen
- Josquin Desprez – Chanson Plus nulz regretz (Text: Jean Lemaire de Belges, auf den Frieden von Calais vom 21. Dezember 1507)
- Ottaviano Petrucci (Hrsg.)
  - Frottole, Libro 7: Noten und Audiodateien im International Music Score Library Project
  - Frottole, Libro 8: Noten und Audiodateien im International Music Score Library Project
- Petrus Tritonius – Melopoiae sive harmoniae tetracenticae super XXII genera carminum Heroicorum Elegiacorum Lyricorum et ecclesiasticorum hymnorum, Augsburg: Erhard Öglin: Noten und Audiodateien im International Music Score Library Project

## Musiktheoretische Schriften
- Johannes Cochlaeus: Musica (1507?)
- Erasmus Horicius (Erasmus von Höritz): Musica (1504–1508)

## Geboren

### Geburtsdatum gesichert
- 10. August: Jakob Arcadelt, franko-flämischer Komponist, Sänger und Kapellmeister († 1568)

### Genaues Geburtsdatum unbekannt
- Konrad Hubert, reformierter Theologe, Kirchenlieddichter und Reformator († 1577)

### Geboren um 1507
- Valentin Bakfark, ungarischer Lautenist und ein Instrumentalkomponist († 1576)

## Gestorben

### Todesdatum gesichert
- 00. Februar: Francisco de la Torre, im Königreich Neapel tätiger spanischer Komponist (* um 1460)
- 00. April: Nicolaes Craen, franco-flämischer Komponist und Sänger (* vor 1501)
- 23. August: Jean Molinet, franco-flämischer Dichter, Komponist und Chronist (* 1435)

### Gestorben um 1507
- Richard Davy, englischer Organist, Chorleiter und Komponist (* um 1465)
- Johannes Ghiselin, franko-flämischer Komponist und Sänger (* um 1455)

### Gestorben nach 1507
- Francesco Spinacino, italienischer Lautenist und Komponist (* 2. Hälfte des 15. Jahrhunderts)